# Kaylia Nemour
Pour les articles homonymes, voir Nemours (homonymie).
Kaylia Nemour (en arabe : كيليا نمور), est une gymnaste artistique franco-algérienne, née le 30 décembre 2006 à Saint-Benoît-la-Forêt (Indre-et-Loire). Elle concourt d'abord pour la France puis à partir de mai 2023 pour l'Algérie à la suite d'un conflit avec la fédération française.
Considérée comme l'une des meilleures gymnastes de sa génération aux barres asymétriques, elle a notamment été médaillée d'argent aux Championnats du monde de gymnastique artistique 2023 à cet agrès et médaillée d'or aux Jeux olympiques d'été de 2024.

## Biographie

### Famille
Kaylia Nemour est née d'un père algérien, Jamel Nemour, et de son épouse française Stéphanie, présidente du club d'Avoine Beaumont Gymnastique,.

### Carrière

#### Débuts
Kaylia commence la gymnastique à quatre ans : « Quand j'étais petite, ma sœur aînée et moi allions à la salle de sport et ma mère nous a inscrites ».

#### Junior
Elle est sacrée championne de France espoir du concours général individuel de gymnastique artistique en juin 2019 à Saint-Brieuc, prenant aussi au passage le titre espoir au sol. En septembre de la même année, elle participe aux championnats méditerranéens à Cagliari, où elle est médaillée de bronze par équipes et médaillée d'or au concours général individuel, aux barres asymétriques et à la poutre.

#### Senior
Elle est pensionnaire du club d'Avoine Beaumont Gymnastique en Indre-et-Loire où elle est entraînée par Marc et Gina Chirilcenco.
Elle est sacrée championne de France aux barres asymétriques en 2021 à Mouilleron-le-Captif. Cette année-là, elle subit deux opérations aux genoux pour traiter une ostéochondrite sévère, suivie de huit mois de rééducation.

Malgré une autorisation de reprise sportive par son chirurgien, elle se voit interdire de poursuivre par le médecin de la Fédération française de gymnastique en mars 2022. Ayant la double nationalité franco-algérienne, elle poursuit des démarches pour rejoindre la Fédération algérienne de gymnastique. En juillet 2022, elle obtient son changement de nationalité sportive auprès de la Fédération internationale de gymnastique, ce qui lui a donné le droit de participer aux jeux arabes puis au championnat national d'Algérie 2022. Néanmoins, malgré l'accord de la Fédération internationale de gymnastique, la Fédération française émet son veto, ce qui l'oblige à respecter une année de carence avant de représenter l'Algérie. Cette décision intervient dans un contexte d'extrême tension entre la Fédération et son club (Avoine Beaumont Gymnastique) que certaines des gymnastes avaient préféré à l'Institut national du sport, de l'expertise et de la performance (INSEP) ou au pôle France de Saint-Étienne pour préparer les Jeux olympiques.

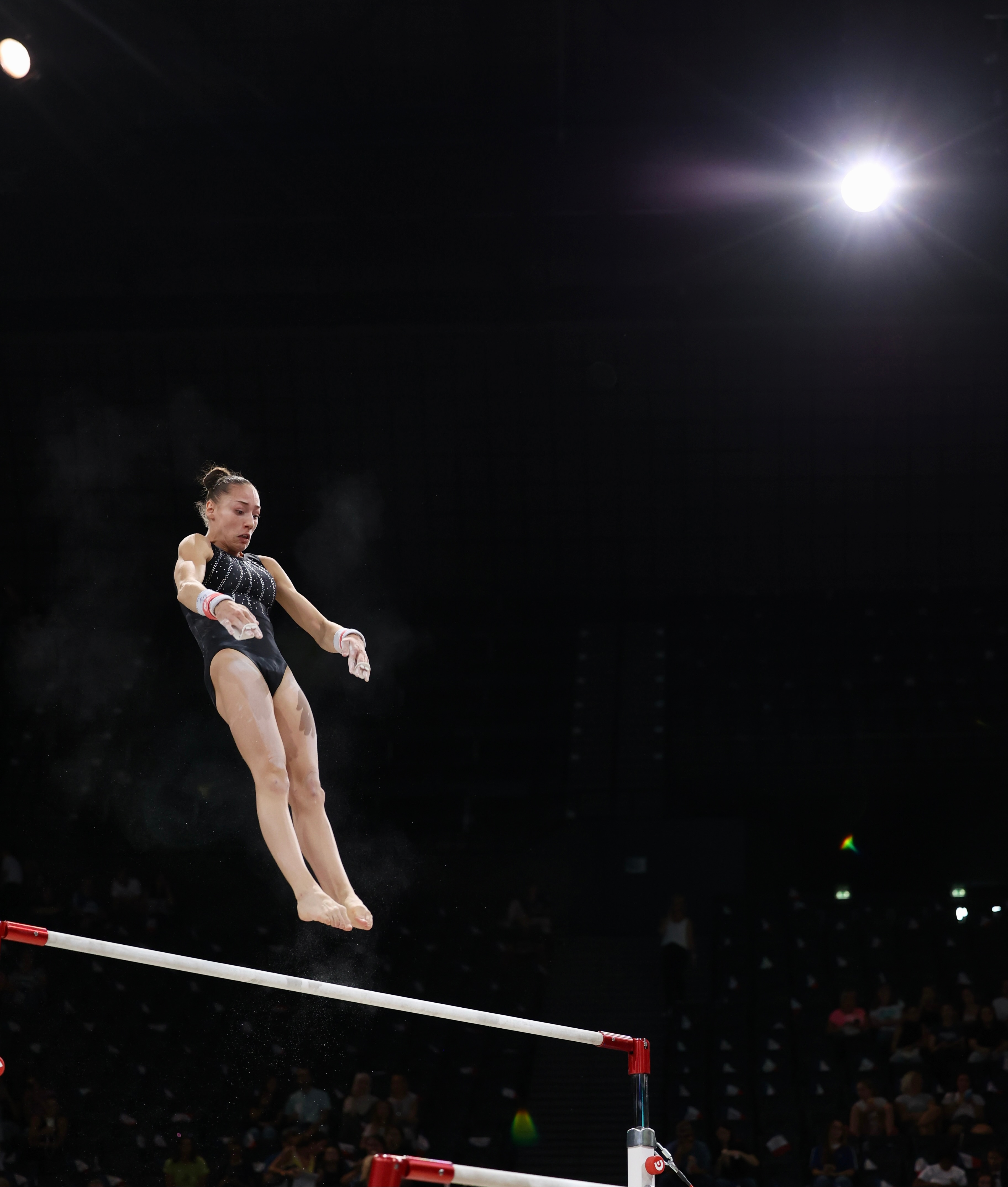
Kaylia Nemour réalisant un Tkatchev tendu (Nabieva) aux barres asymétriques.

Fin mai 2023, après une forte mobilisation de sa famille et de son club ainsi que de gymnastes et la pression de la ministre des Sports Amélie Oudéa-Castera sur une fédération plongée dans une affaire de maltraitances sur d'anciennes gymnastes, Kaylia Nemour est autorisée à changer de nationalité sportive pour concourir au niveau international sous les couleurs de l'Algérie, ce qui lui permet de participer aux championnats d'Afrique à Pretoria le même mois,. Lors de ces championnats, elle est médaillée d'or du concours général individuel ainsi que médaillée de bronze par équipes, se qualifiant ainsi pour les championnats du monde 2023.
Lors des championnats d'Afrique à Pretoria, elle présente un élément inédit aux barres asymétriques : un stalder serré, Tkatchev tendu. Cet élément porte désormais son nom (Le Nemour) et intègre le code de pointage avec la plus haute valeur à cet agrès (G, soit 0,7 pt).
Lors des championnats du monde à Anvers, elle se qualifie pour le concours général en 13e position et se classe ensuite 8e lors de la finale. Puis elle remporte surtout la médaille d'argent des barres asymétriques (seulement devancée par la Chinoise Qiu Qiyuan), ce qui constitue la première médaille algérienne de l'histoire de cette compétition. La presse sportive algérienne la nomme ensuite meilleure athlète du pays de l'année 2023.
En 2024, elle participe à plusieurs Coupes du monde (FIG Artistic Gymnastics World Cup series). Elle remporte l'or aux barres asymétriques lors de l'étape de Cottbus en Allemagne. Puis en mars, elle participe à l'étape de Bakou en Azerbaïdjan, où elle s'impose à nouveau aux barres asymétriques et remporte également le bronze au sol.
Elle participe pour la première fois aux épreuves de gymnastique des Jeux olympiques d'été à Paris, sous les couleurs de l'Algérie où elle remporte le 4 août 2024 la médaille d'or aux barres asymétriques avec la note de 15,700, offrant ainsi le premier titre olympique de l'histoire algérienne et africaine en gymnastique.

### Polémique avec son club d'origine
En juin 2025, elle quitte son club formateur d'Avoine pour rejoindre Dijon. Le 11 juillet 2025, elle raconte les raisons qui l'ont poussée à quitter ce club et notamment son duo d'entraîneurs, Marc et Gina Chirilcenco, qui ont refusé de répondre aux accusation de Kaylia Nemour. Auprès de L'Équipe, le mari explique « ne pas avoir de désaccord avec Kaylia, elle est partie en bons termes avec nous ». La Fédération française de gymnastique a effectué plusieurs signalements ces dernières années auprès du club d'Avoine pour « mise en danger d’autrui » et « suspicion d'emprise générale ».

## Palmarès

### Palmarès international

#### Jeux olympiques
- Paris 2024 :
  -  médaille d'or aux barres asymétriques,
  - 5e au concours général individuel.

#### Championnats du monde
- Anvers 2023 :
  - 8e au concours général individuel,
  -  médaille d'argent aux barres asymétriques.

#### Coupe du monde de gymnastique

##### World Cup Series
- Bakou 2024 :
  -  médaille d'or aux barres asymétriques[25],
  -  médaille de bronze au sol[26].
- Cottbus 2024 :
  -  médaille d'or aux barres asymétriques[27].
- Doha 2024 :
  -  médaille d'or aux barres asymétriques,
  -  médaille d'or au sol,
  -  médaille d'argent à la poutre.
- Bucarest 2024 (Romgym Trophy)[28] :
  -  médaille d'or au concours général individuel,
  -  médaille d'or aux barres asymétriques,
  -  médaille d'or au sol,
  -  médaille d'or à la poutre.
- Le Caire 2025[29] :
  -  médaille d'or aux barres asymétriques,
  -  médaille d'or à la poutre,
  -  médaille d'argent au sol.

##### World Challenge Cup Series
- Nouveaux Internationaux de France 2023[30] :
  -  médaille d'argent à la poutre,
  -  médaille de bronze aux barres asymétriques.
- Tashkent 2025 :
  -  médaille d'or aux barres asymétriques,
  -  médaille d'or à la poutre.

#### Championnats d'Afrique
- Pretoria 2023 :
  -  médaille d'or au concours général individuel,
  -  médaille de bronze au concours par équipes.

#### Championnats arabes
- Oran 2022[31] :
  -  médaille d'or aux barres asymétriques,
  -  médaille d'or au concours par équipes,
  -  médaille d'argent à la poutre.

#### Championnats méditerranéens
- Championnats méditerranéens 2019[32] :
  -  médaille d'or au concours général individuel,
  -  médaille d'or aux barres asymétriques,
  -  médaille d'or à la poutre,
  -  médaille de bronze au concours par équipes,
  - 4e au saut,
  - 5e au sol.

#### Mémorial Arthur Gander
- Mémorial Arthur Gander 2023[33] :
  -  médaille de bronze au concours général individuel.
- Mémorial Arthur Gander 2024[34] :
  -   médaille d’or au concours général individuel.

#### Swiss cup
- Swiss cup junior 2019[35] :
  -  médaille d'argent au concours général individuel,
  -  médaille d'argent à la poutre,
  -  médaille d'argent au concours général par équipes,
  -  médaille d'or aux barres asymétriques.
- Swiss cup 2024[36] :
  -  médaille d’argent avec Christian Baumann.

#### Élite Gym Massilia
- Élite Gym Massilia 2019[37] :
  -  médaille d'or aux barres asymétriques,
  -  médaille de bronze au sol,
  - 5e au concours général individuel.

#### International Gymnix
- International Gymnix 2025[38] :
  -  médaille d'or au concours général individuel,
  -  médaille d'or à la poutre,
  -  médaille d'or aux barres asymétriques,
  - 7e au sol.

### Palmarès national
- Coupe d'hiver 2019[39] :
  -  médaille d'or au concours général individuel,
  -  médaille d'or aux barres asymétriques,
  -  médaille d'or à la poutre,
  -  médaille d'or au concours général par équipes,
  -  médaille d'argent au sol.

#### Championnat de France Élite
- Championnat de France Élite Ponts de Cé 2017[40] :
  -  médaille d'argent au concours général individuel dans la catégorie Avenir 2006.
- Championnat de France Élite Caen 2018[41] :
  -  médaille d'argent au saut dans la catégorie Espoir,
  - 7e au concours général individuel dans la catégorie Espoir.
- Championnat de France Élite Saint Brieuc 2019[42] :
  -  médaille d'or au concours général individuel dans la catégorie Espoir 2006,
  -  médaille d'or aux barres asymétriques dans la catégorie Espoir 2006,
  -  médaille d'or au sol dans la catégorie Espoir 2006,
  -  médaille de bronze au saut dans la catégorie Espoir 2006.
- Championnat de France Élite Mouilleron-le-Captif 2021[43] :
  -  médaille d'or aux barres asymétriques dans la catégorie Avenirs.

#### Top 12
- 2018 :  médaille d'argent avec l'équipe d'Avoine Beaumont Gymnastique[44].
- 2019 :  médaille d’argent avec l'équipe d'Avoine Beaumont Gymnastique[45].
- 2021 :  médaille d'or avec l'équipe d'Avoine Beaumont Gymnastique[46].
- 2022 :  médaille d'or avec l'équipe d'Avoine Beaumont Gymnastique[47].
- 2023 :  médaille d'or avec l'équipe d'Avoine Beaumont Gymnastique[48].
- 2025 :  médaille d'or avec l'équipe d'Avoine Beaumont Gymnastique[49].

#### Championnats de France DN1
- Championnats de France DN1 2024 :
  -  médaille d'or avec l'équipe d'Avoine Beaumont Gymnastique.

#### Championnat d’Algérie
- Championnat d'Algérie 2022[50] :
  -  médaille d'or au concours général individuel,
  -  médaille d'or aux barres asymétriques,
  -  médaille d'or au saut,
  -  médaille d'or au sol,
  -  médaille d'or à la poutre.

#### Série A1
- Final 8 (2025)[51] :
  -  médaille d'argent avec l'équipe de Renato Serra.

## Distinction
- Ahid de l'ordre du Mérite national d'Algérie[52]